# Bravnice (Jezero)
Pour les articles homonymes, voir Bravnice.
Bravnice (en serbe cyrillique : Бравнице) est un village de Bosnie-Herzégovine. Il est situé dans la municipalité de Jezero et dans la république serbe de Bosnie. Selon les premiers résultats du recensement bosnien de 2013, il ne compte plus aucun habitant.
Avant la guerre de Bosnie-Herzégovine, le village faisait entièrement partie de la municipalité de Jajce ; après la guerre, une portion de son territoire a été rattachée à la municipalité de Jezero nouvellement créée et intégrée à la république serbe de Bosnie.

## Démographie

### Évolution historique de la population dans la localité
| 1948 | 1953 | 1961 | 1971 | 1981 | 1991 | 2013 |
| ---- | ---- | ---- | ---- | ---- | ---- | ---- |
| -    | -    | 324  | 865  | 977  | 868  | 0    |

|  |

### Communauté locale
En 1991, la communauté locale de Bravnice comptait 1 214 habitants, répartis de la manière suivante :